# 烏得勒支嶺國家公園
52°01′30″N 5°26′13″E / 52.025°N 5.437°E

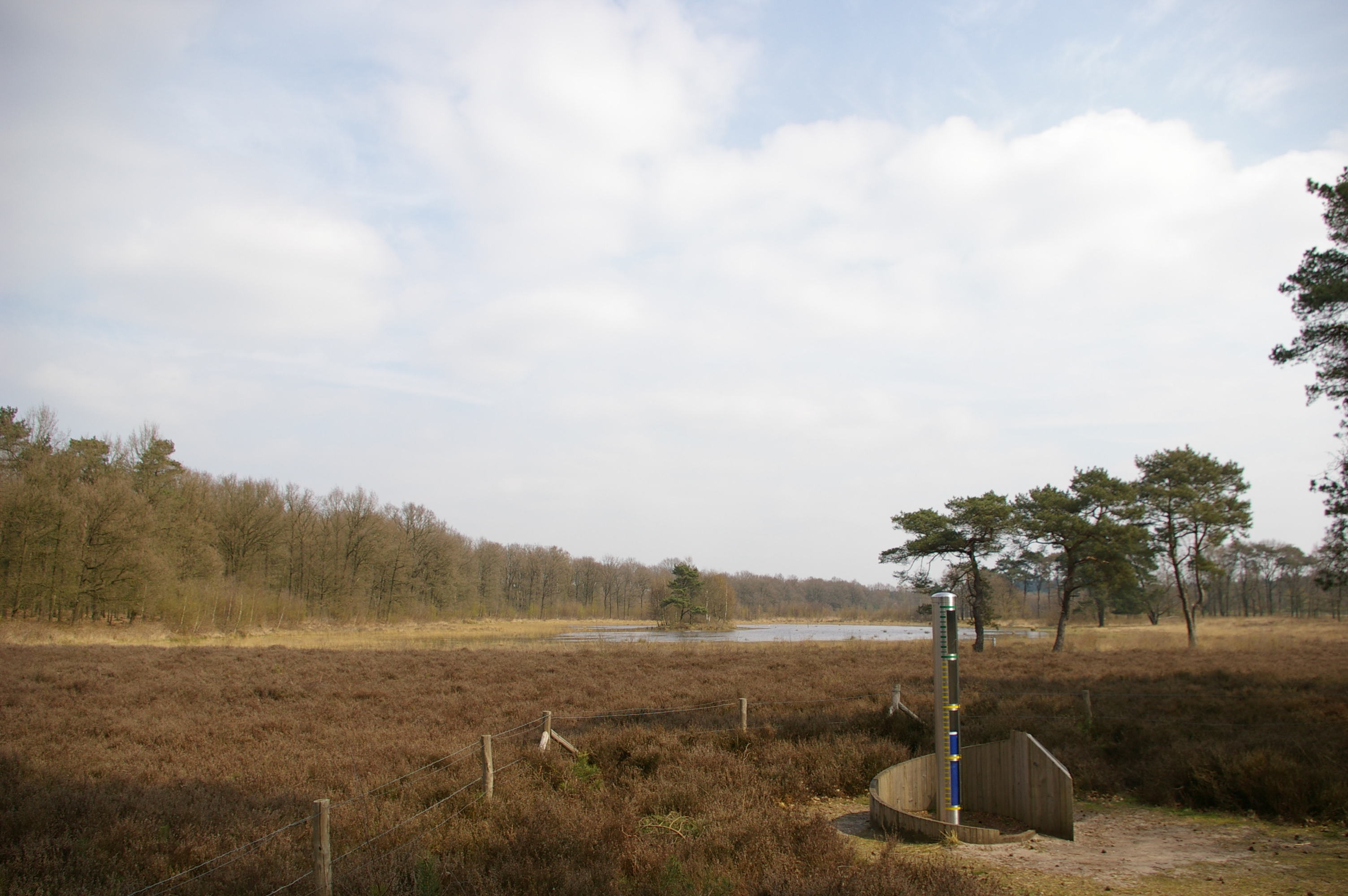

烏得勒支嶺國家公園是荷蘭的國家公園，位於該國中部烏德勒支省，成立於2003年，面積60平方公里，園內有荒原、流沙、森林、草地和氾濫平原等地貌。